# 2019年世界水泳選手権ザンビア選手団
2019年世界水泳選手権ザンビア選手団は、2019年7月12日から7月28日まで韓国の光州で開催された第18回世界水泳選手権のザンビア選手団、およびその競技結果。

## 選手団
- 人員: 選手 3人

## 選手名簿・結果
| 選手               | 種目               | 予選      | 予選 | 準決勝   | 準決勝   | 決勝     | 決勝     |
| 選手               | 種目               | 結果      | 順位 | 結果     | 順位     | 結果     | 順位     |
| ------------------ | ------------------ | --------- | ---- | -------- | -------- | -------- | -------- |
| クマレン・ナイドゥ | 男子50m平泳ぎ      | 失格      | 失格 | 予選敗退 | 予選敗退 | 予選敗退 | 予選敗退 |
| クマレン・ナイドゥ | 男子100m平泳ぎ     | 1分10秒13 | 83位 | 予選敗退 | 予選敗退 | 予選敗退 | 予選敗退 |
| ラルフ・ゴヴェイア | 男子50mバタフライ  | 25秒08    | 54位 | 予選敗退 | 予選敗退 | 予選敗退 | 予選敗退 |
| ラルフ・ゴヴェイア | 男子100mバタフライ | 55秒14    | 49位 | 予選敗退 | 予選敗退 | 予選敗退 | 予選敗退 |
| ティルカ・パルク   | 女子50m平泳ぎ      | 32秒37    | 34位 | 予選敗退 | 予選敗退 | 予選敗退 | 予選敗退 |
| ティルカ・パルク   | 女子100m平泳ぎ     | 1分15秒02 | 42位 | 予選敗退 | 予選敗退 | 予選敗退 | 予選敗退 |